# Idaea okinawensis
Idaea okinawensis är en fjärilsart som beskrevs av Inoue 1982. Idaea okinawensis ingår i släktet Idaea och familjen mätare. Inga underarter finns listade i Catalogue of Life.